# La reina del flow
La Reina del Flow (A Rainha do Ritmo, em português), é uma série / telenovela colombiana produzida pela Teleset e Sony Pictures Television para o emissora de televisão Caracol Televisión. O primeiro capítulo da série foi exibido na Colômbia em 12 de junho de 2018 e a primeira temporada da série terminou em 9 de outubro de 2018. Já a segunda temporada foi exibido em 26 de abril de 2021 e terminou em 10 de setembro de 2021.
A série é protagonizada pela atriz Carolina Ramírez e pelos atores Carlos Torres e Andrés Sandoval.
Desde 9 de novembro de 2018 a série está disponível no serviço de streaming da Netflix.
Em Angola e Moçambique, a novela foi exibida no Zap Novelas sob o título A Rainha do Flow. Em Portugal, a novela é exibida na SIC Mulher, na versão original e com legendas em português.

## Sinopse[6]
A história se passa em meio ao universo das estrelas do reggaetón, gênero musical que se tornou conhecido no mundo todo.

### Primeira Temporada
Yeimy Montoya é uma jovem humilde e talentosa apaixonada pela música urbana. É uma excelente compositora e cantora e sonha em se tornar uma grande artista. A jovem é secretamente apaixonada por Carlos Cruz, também conhecido como Charly Flow.
Charly é um cantor talentoso, mas um péssimo compositor. Ele e seu amigo, Juancho, formam um grupo que competem em show de talentos. Após perderem a competição pela falta de talento do Charly em improvisação, Juancho decide que é hora de encontrar alguém que pudesse compor as canções.
Apesar de amigos, Charly e Juancho possuem personalidades muito distintas.  Charly é egoísta, mulherengo e de caráter duvidoso, além de ser sobrinho de Dúver Cruz, conhecido como Manín, o narcotraficante local. Juancho, por outro lado, é um jovem gentil e amigável que cuida sozinho de seus dois irmãos mais novos.
Quando Juancho descobre as letras de Yeimy, ele a chama para fazer parte do grupo que forma com Charly. A princípio ela hesita com medo que Charly descubra que suas letras são sobre ele, mas acaba aceitando.
Os pais de Yeimy possuem uma pequena padaria familiar no bairro onde moram e são obrigados a pegar uma taxa a Manín, mas quando se recusam eles são assassinados a sangue frio. Após a morte dos pais, Yeimy e sua avó passam a ter muitas dificuldades financeiras, o que faz com que Yeimy se empenhe ainda mais no projeto que tem com Juancho e Charly, a fim conseguir dinheiro para manter a padaria dos pais funcionando.
Os jovens, então, começam a trabalhar na sua primeira música, Reflejo (Reflexo), porém eles ainda enfrentavam o problema da falta de dinheiro. Charly, que não mede esforços para conseguir o que quer, pede ajuda ao seu tio Manín que lhe propõe um serviço.
Yeimy ao descobrir o que Charly havia feito ficou furiosa e o ameaçou entregá-lo para a polícia, mas quando chegou na porta da delegacia não teve coragem. Charly, que a esse ponto já sabia que Yeimy era apaixonada por ele, a seduziu e a enganou para que ela não contasse nada a ninguém.
Através da música de Yeimy, os jovens ganharam a oportunidade  de conhecer um produtor musical em Nova Iorque, no entanto, tiveram que usar o dinheiro sujo de Charly para ir até lá. Yeimy era a única pessoa que sabia a real fonte do dinheiro de Charly para a viagem, por esse motivo, Charly não confiava mais nela. Com medo de ser descoberto, Charly pede ajuda do seu tio em uma armação para se livrar de Yeimy de uma vez por todas. Ele planeja fazer com que Yeimy leve para Nova Iorque uma mala com fundo falso cheio de cocaína. Yeimy, sem saber de nada, leva a mala e assim que chegam no aeroporto de Nova Iorque ela é presa por tráfico internacional de drogas.
Dezessete anos se passaram e, atualmente, Charly é um famoso cantor de reggaetón, enquanto que Yeimy continua presa em Nova Iorque. Com a DEA atrás de Manín, eles a propõem um acordo para ajudar a capturar o narcotraficante. Manín, ao descobrir sobre o acordo, ordena que sua informante na prisão mate Yeimy.
Em uma comemoração entre as detentas pela saída de Yeimy, ela e sua amiga são envenenadas. Sua amiga acaba morrendo, mas Yeimy sobrevive ao atentado e, nesta hora, a DEA vê uma brecha para fazer um novo acordo com Yeimy. Neste novo acordo, Yeimy Montoya seria dada como morta, assumiria uma nova identidade e ajudaria a DEA a capturar Manín como uma agente infiltrada.
Desta forma, nasce Tamy Andrade, uma mulher em busca de vingança contra todos que a fizeram mal.

### Segunda Temporada
Yeimy Montoya (Carolina Ramírez), que após alcançar fama e sucesso na música, sem saber que em breve aparecerá em sua vida um inimigo que a conhece muito bem, ela e todos os seus entes queridos estarão em perigo. Enquanto isso, Charly Flow (Carlos Torres) faz méritos para sair da prisão.

## Elenco[7]
| Ator/Atriz                   | Personagem                   | Temporadas | Temporadas |
| Ator/Atriz                   | Personagem                   | 1          | 2          |
| ---------------------------- | ---------------------------- | ---------- | ---------- |
| Carolina Ramírez             | Yeimy Montoya / Tamy Andrade | Principal  | Principal  |
| María José Vargas (jovem)    | Yeimy Montoya / Tamy Andrade | Convidada  |            |
| Carlos Torres                | Carlos Cruz (Charly Flow)    | Principal  | Principal  |
| Juan Manuel Restrepo (jovem) | Carlos Cruz (Charly Flow)    | Convidado  |            |
| Andrés Sandoval              | Juan Camilo Mesa (Juancho)   | Principal  | Principal  |
| Guillermo Blanco (jovem)     | Juan Camilo Mesa (Juancho)   | Convidado  |            |
| Juan Manuel Restrepo         | Erick Cruz / Mateo           | Principal  | Principal  |
| Mabel Moreno                 | Gema de Cruz                 | Principal  | Principal  |
| Adriana Arango               | Ligia de Cruz                | Principal  | Principal  |
| Lucho Velasco                | Dúver Cruz (Manín)           | Principal  | Principal  |
| Pacho Rueda                  | Lucio                        | Principal  | Principal  |
| Diana Wiswell                | Cata                         | Principal  | Principal  |
| Mariana Garzón               | Vanessa                      | Principal  | Principal  |
| Kiño                         | Axel                         | Recorrente |            |
| Sebastián Silva              | Pite                         | Recorrente | Principal  |
| Mariana Gomez                | Irma (el Huracán)            | Recorrente | Principal  |
| Juliana Moreno               |                              |            |            |
| Lina Cardona                 |                              |            |            |
| Valentina Lizcano            | Zulma                        | Recorrente | Recorrente |
| Eliana López                 | Gema de Cruz                 |            |            |
| Isabel Restrepo              | Cata                         |            |            |
| David Ojalvo                 | Ben Rizzo, agente da DEA     |            |            |
| Convidados e secundários     |                              |            |            |
| Sebastián Yatra              | ele mesmo                    | Convidado  | Ausente    |
| Karol G                      | ela mesma                    | Convidada  | Ausente    |
| Joey Montana                 | ele mesmo                    | Convidado  | Ausente    |
| Feid                         | ele mesmo                    | Convidado  | Ausente    |
| Manuel Turizo                | ele mesmo                    | Convidado  | Ausente    |
| Valentina Lizcano            | Zulma                        | Convidada  | Secundária |
| Marlon Solorzano             |                              | Ausente    | Secundário |

## Episódios
| Resumo | Resumo | Episódios | Episódios | Originalmente exibido | Originalmente exibido  |
| Resumo | Resumo | Episódios | Episódios | Estreia da temporada  | Final da temporada     |
| ------ | ------ | --------- | --------- | --------------------- | ---------------------- |
|        | 1      | 82        | 82        | 12 de junho de 2018   | 9 de outubro de 2018   |
|        | 2      | 89        | 89        | 26 de abril de 2021   | 10 de setembro de 2021 |

## Trilha sonora[8][9][10][11]
| N.º            | Título                                | Artista                                            | Duração |  |
| 1.             | "Amor Imposible (Versión de Erick)"   | Erick / David Botero                               | 2:56    |  |
| 2.             | "Amor Imposible (Versión de Yeimy)"   | Yeimy Montoya / Gelo Arango                        | 2:58    |  |
| 3.             | "Beligerante"                         | Chris Vega / Hernán Darío Ramírez Mejía            | 2:14    |  |
| 4.             | "Blink Blink Móvil"                   | Erick / David Botero                               | 0:50    |  |
| 5.             | "Bombón"                              | Erick / David Botero                               | 2:59    |  |
| 6.             | "De dónde vengo yo"                   | Yeimy Montoya / Gelo Arango                        | 3:05    |  |
| 7.             | "Depredador"                          | Yeimy Montoya / Gelo Arango                        | 3:06    |  |
| 8.             | "Desilusión"                          | Yeimy Montoya / Gelo Arango                        | 2:49    |  |
| 9.             | "Dime lo que sientes"                 | Charly Flow / Alejo Valencia                       | 2:52    |  |
| 10.            | "El goce"                             | Erick / David Botero                               | 2:26    |  |
| 11.            | "Enamorándome de ti"                  | Erick / David Botero                               | 2:59    |  |
| 12.            | "Estamos perdiendo el tiempo"         | Erick / David Botero                               | 2:55    |  |
| 13.            | "Familia"                             | Erick / David Botero                               | 2:00    |  |
| 14.            | "Fénix"                               | Yeimy Montoya / Gelo Arango                        | 2:39    |  |
| 15.            | "Injusticia"                          | Yeimy Montoya / Gelo Arango                        | 1:11    |  |
| 16.            | "Lado oscuro"                         | Yeimy Montoya / Gelo Arango                        | 2:49    |  |
| 17.            | "Más allá de la penumbra"             | Irma / Mariana Gómez                               | 2:03    |  |
| 18.            | "Me tomas en serio"                   | Irma / Mariana Gómez                               | 3:05    |  |
| 19.            | "Mentiroso"                           | Irma / Mariana Gómez                               | 2:39    |  |
| 20.            | "Nueva vida"                          | Erick / David Botero e Yeimy Montoya / Gelo Arango | 2:57    |  |
| 21.            | "Perdóname (Versión de Charly)"       | Charly Flow / Alejo Valencia                       | 3:20    |  |
| 22.            | "Perdóname (Versión de Chris Vega)"   | Chris Vega / Hernán Darío Ramírez Mejía            | 3:20    |  |
| 23.            | "Perdóname (Versión de Yeimy)"        | Yeimy Montoya / Gelo Arango                        | 3:20    |  |
| 24.            | "Qué flow"                            | Erick / David Botero                               | 2:17    |  |
| 25.            | "Reencuentro"                         | Erick / David Botero e Yeimy Montoya / Gelo Arango | 1:58    |  |
| 26.            | "Reflejo (Versión de Charly)"         | Charly Flow / Alejo Valencia                       | 2:27    |  |
| 27.            | "Reflejo (Versión de Yeimy)"          | Yeimy Montoya / Gelo Arango                        | 2:28    |  |
| 28.            | "Si te encontré"                      | Yeimy Montoya / Gelo Arango                        | 2:30    |  |
| 29.            | "Somos uno solo"                      | Yeimy Montoya / Gelo Arango                        | 3:32    |  |
| 30.            | "Tienes la fuerza (Versión de Erick)" | Erick / David Botero                               | 3:12    |  |
| 31.            | "Tienes la fuerza (Versión de Yeimy)" | Yeimy Montoya / Gelo Arango                        | 3:12    |  |
| 32.            | "Ser un cantante"                     | Manuel Turizo                                      | 3:09    |  |
| 33.            | "Voy a olvidarme"                     | Erick / David Botero                               | 3:20    |  |
| Duração total: | Duração total:                        | Duração total:                                     | 1:29:37 |  |

## Letra das músicas

### Música tema
| Ser un cantante | Ser um cantor |
| --- | --- |
| Manuel Turizo | Tradução |
| Ando en el mundo perdido en un sueño Siempre le hago caso a mi corazón Y aunque no tenga en mis bolsillos un peso Tú escogiste este soñador Y te prometeré que siempre estaré a tu lado A tu lado Nunca soltaré tu mano ¡Mi amor! Puedo ser una estrella, un cantante Lo más importante Que solo yo soy para ti Aunque que hoy no hay tesoros que darte Lo más importante Es que eres la luz para mí Mi vida cambiaste Ya se volvió interesante Era lo que faltaba Era la que es importante La inspiración, a una obra de arte No puedo dejar de mirarte Soy un loco que no para de soñar Y que quiere el mundo ponerte a viajar Todo lo que cante que se haga realidad Lady yo quiero amarte, quiero amarte Puedo ser una estrella, un cantante Lo más importante Que solo yo soy para ti Aunque que hoy no hay tesoros que darte Lo más importante Es que eres la luz para mí Mi vida cambiaste Ya se volvió interesante Era lo que faltaba Era la que es importante La inspiración, a una obra de arte No puedo dejar de mirarte Soy un loco que no para de soñar Y que quiere el mundo ponerte a viajar Todo lo que cante que se haga realidad Lady yo quiero amarte, quiero amarte Aunque que hoy no hay tesoros que darte Lo más importante Es que eres la luz para mí Para mí Observações: Os trechos em negrito repete e os em itálicos fazem e/ou são parte do coro. Compositores: Nick Rivera Caminero, Manuel Turizo Zapata, Johnatan Ballesteros, Cristhian Mena e Juan Medina | Ando no mundo perdido em um sonho Sempre escuto meu coração E mesmo que não tenha um peso nos meus bolsos Você escolheu este sonhador E te prometo que sempre estarei a teu lado Do teu lado Nunca soltarei tua mão Meu amor! Posso ser uma estrela, um cantor O mais importante Só é o que sou para ti Mesmo que hoje não haja tesouros para te dar O mais importante É que é a luz para mim Minha vida mudou Já se tornou interessante Era o que faltava Era a que é importante A inspiração para uma obra de arte Não consigo parar de te olhar Sou um louco que não para de sonhar E que quer viajar pelo mundo contigo Tudo que você canta se torna realidade Lady, eu quero te amar, quero te amar Posso ser uma estrela, um cantor O mais importante Só é o que sou para ti Mesmo que hoje não haja tesouros para te dar O mais importante É que é a luz para mim Minha vida mudou Já se tornou interessante Era o que faltava Era a que é importante A inspiração para uma obra de arte Não consigo parar de te olhar Sou um louco que não para de sonhar E que quer viajar pelo mundo contigo Tudo que você canta se torna realidade Lady, eu quero te amar, quero te amar Mesmo que hoje não haja tesouros para te dar O mais importante É que é a luz para mim Para mim Observações: Os trechos em negrito repete e os em itálicos fazem e/ou são parte do coro. Compositores: Nick Rivera Caminero, Manuel Turizo Zapata, Johnatan Ballesteros, Cristhian Mena e Juan Medina |

### Músicas originais
| Reflejo | Reflexo |
| --- | --- |
| Charly Flow | Tradução |
| Sabes, aún recuerdo esa vez que te vi Yo no entiendo cuanto tiempo yo viví, sin ti Eres, ese reflejo que quiero mirar Tienes la vida que me hace falta para continuar De ti yo quiero saber No hay mas tiempo que perder Tienes el fuego que me castiga Mi ser te anhela, nunca te olvida De ti yo quiero tener Una noche tocar tu piel Yo ya no aguanto mas esta espera Tu alma y tu cuerpo son mi condena Quiero, un pedacito de tu cuerpo en mis sueños Un poquitico de tu piel en mis besos Quiero bailar contigo siempre para no despertar Tengo, dos mil razones para hablarte de amores Son las canciones que desvelan mis noches Quiero cantar contigo para nunca olvidarte Vente que me muero por tenerte junto aquí a mi lado Quiero que me escuches que te estoy llamando Deja que te cuente todo lo que siento por ti Yo te voy a decir toda la verdad Yo te daría mil besos sin vacilar Pasan noches enteras, y yo muriendo porque me quieras De ti yo quiero saber No hay mas tiempo que perder Tienes el fuego que me castiga Mi ser te anhela, nunca te olvida De ti yo quiero tener Una noche tocar tu piel Yo ya no aguanto mas esta espera Tu alma y tu cuerpo son mi condena Quiero, un pedacito de tu cuerpo en mis sueños Un poquitico de tu piel en mis besos Quiero bailar contigo siempre para no despertar Tengo, dos mil razones para hablarte de amores Son las canciones que desvelan mis noches Quiero cantar contigo para nunca olvidarte Observações: Os trechos em negrito repete e os em itálicos fazem e/ou são parte do coro. Compositores: David Botero, Sebastián Luengas e Nicolás Uribe | Sabe, ainda me lembro daquela vez que ti Eu não entendo quanto tempo eu vivi, sem você Você é, esse reflexo que quero olhar Tem a vida que me faz falta para continuar Eu quero saber de você Não há mais tempo que perder Você tem o fogo que me castiga Meu ser anseia por ti, nunca te esquece De você eu quero ter Uma noite, tocar tua pele Já não aguento mais está espera Tua alma e teu corpo são minha condenação Quero, um pedacinho de teu corpo em meus sonhos Um pouquinho de tua pele em meus beijos Quero dançar contigo sempre para não acordar Tenho, dois mil razões para te falar de amores São as canções que desvelam minhas noites Quero cantar contigo para nunca te esquecer Venha, estou morrendo de vontade de ter você aqui ao meu lado Quero que me escute que estou te chamando Me deixa te contar tudo que sinto por você Eu vou te dizer toda a verdade Eu te daria mil beijos sem hesitar Passam noites inteiras, e eu morrendo porque me quer Eu quero saber de você Não há mais tempo que perder Você tem o fogo que me castiga Meu ser anseia por ti, nunca te esquece De você eu quero ter Uma noite, tocar tua pele Já não aguento mais está espera Tua alma e teu corpo são minha condenação Quero, um pedacinho de teu corpo em meus sonhos Um pouquinho de tua pele em meus beijos Quero dançar contigo sempre para não acordar Tenho, dois mil razões para te falar de amores São as canções que desvelam minhas noites Quero cantar contigo para nunca te esquecer Observações: Os trechos em negrito repete e os em itálicos fazem e/ou são parte do coro. Compositores: David Botero, Sebastián Luengas e Nicolás Uribe |

| Depredador | Predador |
| --- | --- |
| Yeimy Montoya / Tamy Andrade | Tradução |
| Esta es la historia que les vengo a contar La de un hombre falso y su engaño mortal Toda mi vida le entregué sin preguntar Y terminé entre las rejas en esta oscura realidad En este triste hueco sola y sin poder cantar Poco a poco descubriendo la horrible verdad Mi alma se ha llenado de una amarga soledad Y solo en venganza y en verte la cara sufriendo puedo pensar Sangre en mis ojos de tanto llorar Es la turbia mirada que jamás olvidarás Y al caer herido perdón suplicarás Y sólo al final mi alma descansará Tiembla Porque llego tu depredador Tu me robaste toda la ilusión Tu mente sólo sabe de traición Eres la serpiente que me envenenó Vengo con dulces palabras de amor Las mismas usaste en aquella actuación De un hombre amoroso, galante y honesto Que sólo en tu mente torcida existió, oh, ooh Que sólo en tu mente torcida existió Mira, tiembla porque llegó la jebaza Tan pronto como pueda voy a darte mi venganza Iluso te volviste y hasta muerta me creiste Pero nadie va a salvarte Porque vine a destruirte Desde mi condena te pensaba diariamente Muy frecuentemente yo soñaba con tenerte Porque por amor un día todo lo perdí Pero vuelvo renovada sólo pa' verte sufrir Te lo digo miserable Voy a verte sufrir Tiembla Porque llego tu depredador Tu me robaste toda la ilusión Tu mente sólo sabe de traición Eres la serpiente que me envenenó Vengo con dulces palabras de amor Las mismas usaste en aquella actuación De un hombre amoroso, galante y honesto Que sólo en tu mente torcida existió, oh, ooh Que sólo en tu mente torcida existió Observações: Os trechos em negrito repete e os em itálicos fazem e/ou são parte do coro. Compositores: David Botero, Sebastián Luengas e Nicolás Uribe | Esta é a história que venho lhes contar A de homem falso e seu engano mortal Toda a minha vida eu lhe entreguei sem perguntar E terminei entre as grades nesta realidade sombria Neste triste buraco sozinha e sem poder cantar Pouco a pouco, descobrindo a horrível verdade Minha alma foi preenchida com uma amarga solidão E só em vingaça e em ver seu rosto sofrendo posso pensar Sangue em meus olhos de tanto chorar É a visão turva que jamais se esquecerá E ao cair ferido, perdão suplicará E só ao final minha alma descansará Trema Porque chegou o teu predador Você me roubou toda a ilusão Tua mente só sabe de traição É a serpente que me envenenou Venho com doces palavras de amor As mesmas que usou naquela atuação De um homem amoroso, galante e honesto Que só na tua mente torta existiu, oh, ooh Que só na tua mente torta existiu Veja, trema porque chegou a ? Assim que puder vou te dar minha vingança Te envolvi numa ilução e acredita que estou morta Mas ninguém vai te salvar Porque vim te destruir Desde da minha condenação eu pensava em você diariamente Muito frequentemente eu sonhava em te ter Porque por amor um dia tudo eu perdi Mas volto renovada só para te ver sofrer Te digo miserável Vou te ver sofrer Trema Porque chegou o teu predador Você me roubou toda a ilusão Tua mente só sabe de traição É a serpente que me envenenou Venho com doces palavras de amor As mesmas que usou naquela atuação De um homem amoroso, galante e honesto Que só na tua mente torta existiu, oh, ooh Que só na tua mente torta existiu Observações: Os trechos em negrito repete e os em itálicos fazem e/ou são parte do coro. Compositores: David Botero, Sebastián Luengas e Nicolás Uribe |

| De dónde vengo yo | De onde venho |
| --- | --- |
| Yeimy Montoya / Tamy Andrade | Tradução |
| Yo no olvido donde crecí Ni la gente que conocí Sobrevivientes del barrio Siempre queriendo salir Buscando una vida mejor Muchos cayeron aquí Dando su vida por otros Balas que no eran pa' ti Mi gente no le teme a nada (Y se nota en la mirada) Menos a abrir el corazón (Dilo fuerte con flow) De dónde vengo, de dónde soy Dura es la calle y más el amor Deja un herida en tu corazón Hay que guerrearla de sol a sol Es la fuerza, es la entrega Es el grito de mi gente que está llena de grandeza Muchos piensan, que somos guerra Tan solo es un lugar donde el amor es la riqueza Es mi esencia te digo Viene de mis latidos una tierra prometida te lo digo El grito de mis calles Al son de mi flow, lleva el ritmo del dembow Mi gente no le teme a nada (Y se nota en la mirada) Menos a abrir el corazón (Dilo fuerte con flow) De dónde vengo, de dónde soy Ya no hay espacio para el temor Sales con toda y tu bendición Somos más tesos ante el dolor De dónde vengo, de dónde soy Dura es la calle y más el amor Deja un herida en tu corazón Hay que guerrearla de sol a sol Al son de mi flow, lleva el ritmo del dembow Observações: Os trechos em negrito repete e os em itálicos fazem e/ou são parte do coro. Compositores: David Botero, Sebastián Luengas e Nicolás Uribe | Eu não esqueço onde cresci Nem as pessoas que conheci Sobreviventes do bairro Sempre querendo sair Buscando uma vida melhor Muitos caíram aqui Dando suas vidas por outros Balas que não eram para ti Meu povo não teme a nada (E se nota pelo olhar) Menos para abrir o coração (Diga forte com flow) De onde venho, de onde sou A rua é difícil e mais ainda o amor Deixa uma ferida em teu coração Tem que lutar contra isso de sol a sol É a força, é a entrega É o grito do meu povo que é cheio de grandeza Muitos pensam que somos guerra É um lugar em que apenas o amor é a riqueza É minha essência, te digo Vem dos batimentos do meu coração uma terra prometida, te digo O grito das minhas ruas Ao som do meu flow, chega o ritmo do dembow Meu povo não teme a nada (E se nota pelo olhar) Menos para abrir o coração (Diga forte com flow) De onde venho, de onde sou Já não há espaço para o medo Sai com tudo e tua bênção Somos mais fortes perante a dor De onde venho, de onde sou A rua é difícil e mais ainda o amor Deixa uma ferida em teu coração Tem que lutar contra isso de sol a sol Ao som do meu flow, chega o ritmo do dembow Observações: Os trechos em negrito repete e os em itálicos fazem e/ou são parte do coro. Compositores: David Botero, Sebastián Luengas e Nicolás Uribe |

| Fénix | Fênix |
| --- | --- |
| Yeimy Montoya / Tamy Andrade | Tradução |
| Cada herida que yo llevo del pasado Es un arma nueva que yo voy preparando Yo soy candela de la que quema Ave de fuego nacida en la pena Yo soy la nueva llena de fuerza Vengo de cero a tocar las estrellas Y vuelo yo Como un ave fénix del fuego surgió Y vuelo yo Hoy me hace más fuerte lo que ayer me mató Y vuelo yo Bañada de candela volando por los cielos como estrella Hoy renació la sirena de fuego Mujer poderosa y guerrera Vengo renovada pa' cumplir una promesa Pobrecito el tipo que de mí ya no se acuerda Vengo a buscar una oportunidad De traerle justicia y hacerlo pagar Suavecito vengo pa’ que no sientan mis pasos Debajo del agua pa' que no vean lo que traigo Mi llama es eterna, nada va a apagarla Sólo mi justicia va a calmar mi rabia Y vuelo yo Como un ave fénix del fuego surgió Y vuelo yo Hoy me hace más fuerte lo que ayer me mató Y vuelo yo Bañada de candela volando por los cielos como estrella Hoy renació la sirena de fuego Mujer poderosa y guerrera Siento en mi cuerpo una mujer completa Siento en mis venas la sangre que quema Siento de nuevo que tengo la fuerza Nadie imagina que vengo de vuelta Nadie imagina que vengo a la guerra Y vuelo yo Como un ave fénix del fuego surgió Y vuelo yo Hoy me hace más fuerte lo que ayer me mató Y vuelo yo Bañada de candela volando por los cielos como estrella Hoy renació la sirena de fuego Mujer poderosa y guerrera Observações: Os trechos em negrito repete e os em itálicos fazem e/ou são parte do coro. Compositores: David Botero, Sebastián Luengas e Nicolás Uribe | Cada ferida que carrego do passado É uma arma nova que eu vou preparando Eu sou a vela que queima Pássaro de fogo nacida do sofrimento Eu sou a nova cheia de força Venho do zero para tocar as estrelas E eu voo Como um pássaro fênix que do fogo surgiu E eu voo Hoje me faz mais forte o que ontem me matou E eu voo Banhada de fogo, voando pelos céus como estrela Hoje renasceu a sereia de fogo Mulher poderosa e guerreira Venho renovada para cumprir uma promessa Pobrezinho dele que de mim já não se lembra Venho buscar uma oportunidade De lhe trazer justiça e fazê-lo pagar Venho devagarinho para que não sintam meus passos Debaixo da água para que não vejam o que trago Minha chama é eterna, nada vai apagá-la Só minha justiça vai acalmar minha raiva E eu voo Como um pássaro fênix que do fogo surgiu E eu voo Hoje me faz mais forte o que ontem me matou E eu voo Banhada de fogo, voando pelos céus como estrela Hoje renasceu a sereia de fogo Mulher poderosa e guerreira Sinto em meu corpo uma mulher completa Sinto em minhas veias o sangue que queima Sinto de novo que tenho a força Ninguém imagina que estou voltando Ninguém imagina que venho para a guerra E eu voo Como um pássaro fênix que do fogo surgiu E eu voo Hoje me faz mais forte o que ontem me matou E eu voo Banhada de fogo, voando pelos céus como estrela Hoje renasceu a sereia de fogo Mulher poderosa e guerreira Observações: Os trechos em negrito repete e os em itálicos fazem e/ou são parte do coro. Compositores: David Botero, Sebastián Luengas e Nicolás Uribe |

| Perdóname | Me perdoa |
| --- | --- |
| Charly Flow | Tradução |
| Dime que aún crees en lo nuestro Dime que no es verdad Que tú piensas en mis besos Que no quieres olvidar Cómo le digo a mi recuerdo Que no te piense más Cómo le explico a mi cuerpo Que no te vuelva a tocar Traicioné tu confianza, lady Acabé con tu vida, baby Fui todo un idiota no te supe valorar Nunca vi lo que fuiste, lady Me ganó el egoísmo, baby Te robé las alas, te perdí en la oscuridad Perdóname Quiero volverte a tener Aunque sea una noche sola Una noche más Perdóname No te voy a perder No pienso dejarte ahora Tú vas a volver Quiero que escapes una noche conmigo Volemos juntitos Me entregues tu boca Y volvamos al sitio Donde esa noche nos besamos, baby Yo sé que tú quieres volver Perdóname Si te digo la verdad, me equivoqué Si quieres volver a hablar, te buscaré Porque yo digo lo que siento Te lo juro soy sincero Te lo pido contestes, lady Por favor no te alejes, baby Quédate a mi lado que sin ti no puedo más Quiero que me perdones, baby Que a lo nuestro le apuestes, lady Que recuerdes lo lindo nuestro amor no va a acabar Perdóname Quiero volverte a tener Aunque sea una noche sola Una noche más Perdóname No te voy a perder No pienso dejarte ahora Tú vas a volver Perdóname Si te digo la verdad, me equivoqué Si quieres volver a hablar, te buscaré Porque yo digo lo que siento Te lo juro soy sincero Perdóname Quiero volverte a tener Aunque sea una noche sola Una noche más Perdóname No te voy a perder No pienso dejarte ahora Tú vas a volver Perdóname Observações: Os trechos em negrito repete e os em itálicos fazem e/ou são parte do coro. Compositores: David Botero, Sebastián Luengas e Nicolás Uribe | Me diga que ainda acredita em nós Me diga que não é verdade Que você pensa em meus beijos Que não quer esquecer Como digo as minhas mémorias Que não pense mais em ti? Como explico ao meu corpo Que não voltará mais a te tocar? Traí tua confiança, lady Acabei com tua vida, baby Fui um idiota completo, não soube te valorizar Nunca vi o que era, lady Me ganhou o egoísmo, baby Te roubei as asas, te perdi na escuridão Me perdoa Quero voltar a ter Mesmo que seja somente um noite Uma noite mais Me perdoa Não vou te perder Não penso em te deixar agora Você vai voltar Quero que escape uma noite comigo Voamos juntinhos Me entrega tua boca E voltamos ao lugar Onde nos beijamos naquela noite, baby Eu sei que você quer voltar Me perdoa Se te digo a verdade, me estava errado Se quer voltar a falar, te buscarei Porque eu digo o que sinto Te juro que sou sincero Te peço que me responda, lady Por favor não vá embora, baby Fique ao meu lado que sem ti não posso mais Quero que me perdoe, baby Que em nós aposte, lady Que lembre do quão lindo nosso amor não vai acabar Me perdoa Quero voltar a ter Mesmo que seja somente um noite Uma noite mais Me perdoa Não vou te perder Não penso em te deixar agora Você vai voltar Me perdoa Se te digo a verdade, me estava errado Se quer voltar a falar, te buscarei Porque eu digo o que sinto Te juro que sou sincero Me perdoa Quero voltar a ter Mesmo que seja somente um noite Uma noite mais Me perdoa Não vou te perder Não penso em te deixar agora Você vai voltar Me perdoa Observações: Os trechos em negrito repete e os em itálicos fazem e/ou são parte do coro. Compositores: David Botero, Sebastián Luengas e Nicolás Uribe |

| Estamos perdiendo el tiempo | Estamos perdendo tempo |
| --- | --- |
| Erick Cruz / El Pez Koi | Tradução |
| Tú y yo Cerramos los ojos, para volver a sanar Las heridas que nos tienen locos Van comiéndonos de poco a poco Y es que no nos dejan respirar Y cada noche, que no te tengo Siento por dentro, dentro muy dentro Este deseo, de ver tu cuerpo Juntito al mío, lo digo en serio Estamos perdiendo el tiempo Ven que quiero tus besos de madrugada Ven no te vayas Estamos perdiendo el tiempo Ven que te siento lejos Ya me haces falta Ven no te vayas Estamos perdiendo el tiempo, baby Sabes bien lo que siento por ti Dame un besito que quiero jugar Ven que mi boca te quiere tocar Estamos perdiendo el tiempo, baby Sabes bien lo que siento por ti Ven que te quiero lo nuestro es real Nos merecemos la oportunidad Óyeme bonita Dame una sonrisa No sabes que muero por esa carita No quiero perderte Tú eres mi tesoro No puedo dejarte, siento que me ahogo Y es que no quiero perder ni un instante Porque en tu boca quiero que me atrapes Sabes que contigo yo lo entrego todo Eres lo más bello que miran mis ojos Y cada noche, que no te tengo Siento por dentro, dentro muy dentro Este deseo, de ver tu cuerpo Estamos perdiendo el tiempo Ven que quiero tus besos de madrugada Ven no te vayas Estamos perdiendo el tiempo Ven que te siento lejos Ya me haces falta Ven no te vayas Observações: Os trechos em negrito repete e os em itálicos fazem e/ou são parte do coro. Compositores: David Botero, Sebastián Luengas e Nicolás Uribe | Você e eu Fechamos os olhos, para curar novamente As feridas que nos enlouquecem Vão nos comendo pouco a pouco E é o que não nos deixam respirar E cada noite, que não te tenho Sinto por dentro, dentro, bem dentro Este desejo, de ver teu corpo Juntinho ao meu, eu falo sério Estamos perdendo tempo Vem que quero teus beijos de madrugada Vem, não vá Estamos perdendo tempo Vem que te sinto longe Já me faz falta Vem, não vá Estamos perdendo tempo, baby Você sabe bem o que sinto por ti Me dá um beijo que quero jogar Vem que minha boca quer te tocar Estamos perdendo tempo, baby Você sabe bem o que sinto por ti Vem, eu te quero, nosso amor é real Nós merecemos a oportunidade Me escuta, linda Me dá um sorisso Não sabe que morro por esse rostinho Não quero te perder Você é meu tesouro Não posso te deixar, sinto que me afogo E não quero perder nem um instante Porque quero que me prenda em tua boca Você sabe que contigo eu te entrego tudo É a coisa linda que vejo E cada noite, que não te tenho Sinto por dentro, dentro, bem dentro Este desejo, de ver teu corpo Estamos perdendo tempo Vem que quero teus beijos de madrugada Vem, não vá Estamos perdendo tempo Vem que te sinto longe Já me faz falta Vem, não vá Observações: Os trechos em negrito repete e os em itálicos fazem e/ou são parte do coro. Compositores: David Botero, Sebastián Luengas e Nicolás Uribe |

### Músicas não-oficiais
| Puro flow (Título não-oficial) | Puro flow (Título não-oficial) |
| --- | --- |
| Axel | Tradução |
| Fue por pasión o por dinero, quien insiste primero En este mundo de traiciones, venganza, desilusiones Amores desengaños Y aquellos sin sabores De profundos rencores que solo crecen con los años Una condena que alimenta la furia El alma en pena por recuerdos que la agobian Memorias imborrables de lo que pudimos ser Sueños de juventud que se van para no volver ¿Y donde están lo que se rieron de mi? Los que no creyeron ni del genero en así Aquellos que dudaran que íbamos a surgir Esta va dedicada por los que no están aquí Y esto es puro flow Ha llegado el momento De mostrar mi talento Varios y casi heridos se apoyan 'n lo mío Este talento incomparable fue el que me sacó de líos También me los busque por la ambición y la codicia En tentaciones y lujurias que te envuelven y te envician Como no rendirse y a sus pies caer Por esos labios con sabor a miel (sabor a miel) Yo sé que ya es temprano me disparan los sentidos Se acelera el movimiento y se incrementan los latidos ¿Y donde están lo que se rieron de mi? Los que no creyeron ni del genero en así Aquellos que dudaran que íbamos a surgir Esta va dedicada por los que no están aquí Y esto es puro flow Ha llegado el momento De mostrar mi talento | Foi por paixão ou por dinheiro, quem insiste primeiro Neste mundo de traições, vinganças e desiluções Decepções amorosas E aqueles sem sabores De rancores profundos que só crescem com os anos Uma convicção que alimenta a fúria A alma sofrendo por memórias oprimidas Memórias inesquecíveis do que poderiamos ser Sonhos de juventude que se vão para não voltar E onde estão os que riram de mim? Os que, assim, não acreditaram nem no gênero Aqueles que duvidaram que iríamos surgir Esta vai dedicada aos que não estão aqui E isso é puro flow Chegou o momento De mostrar meu talento Vários e quase feridos se apoiaram em mim Este talento incomparável foi o que me tirou de problemas Também busquei por ambição e ganância Em tentações e luxúrias que te envolvem e te viciam Como não se render e a seus pés cair Por esses lábios com sabor de mel (sabor de mel) Eu sei que já é cedo, meus sentidos disparam O movimento se acelerou e os batimentos aumentam E onde estão os que riram de mim? Os que, assim, não acreditaram nem no gênero Aqueles que duvidaram que iríamos surgir Esta vai dedicada aos que não estão aqui E isso é puro flow Chegou o momento De mostrar meu talento |

| El maestro (Título não-oficial) | O mestre (Título não-oficial) |
| --- | --- |
| Charly Flow | Tradução |
| Soy el maestro de la lírica en el juego De la competencia, solo escuchó ruegos Cuántos quisieran derrotarme ¿Pero como? Primero tienes que alcanzarme Observa, escúchame y aprende Tu estrategia para nada me sorprende Y si te han dicho que tienes el sabor Mala suerte, has dado con el mejor Me dicen el Charly como el dueño de Los Ángeles Y a tu tumba voy a llevar claveles Veo que miedo me tienes Porque cuando sueno Se suben los decibeles Los míos me respaldan Todos me prefieren Yo soy el que manda A vos nadie te quiere Por eso creo que es mía la batalla Lo siento, no me diste la talla Una por el público Dos por ser el único Y la tercera pa' cantar victoria lógico Otra más por todos los que me apoyan Cuando mi líricas arrollan | Sou o mestre da letra no jogo Da concorrência, só escuto apelos Quantos quiseram me derrotar Mas como? Primeiro tem que me alcançar Observe, me escuta e aprenda Tua estratégia para nada me surpreende E se te falaram que tem o sabor Má sorte, se encontro com o melhor Me dizem que o Charly é como o dono de Los Angeles E no teu túmulo vou levar cravos Vejo que tem medo de mim Porque quando soo Os decibéis sobem Os meus me apoiam Todos me preferem Sou eu que manda Você ninguém quer Por isso acredito que a batalha é minha Sinto muito, você não deu graça Uma pelo público Dois por ser o único E a terceira para cantar a vitória, lógico Outra mais por todos os que me apoiam Quando minhas letras estão rolando |

| El maestro (Resposta) (Título não-oficial) | O mestre (Resposta) (Título não-oficial) |
| --- | --- |
| Axel | Tradução |
| Se vos tenés tus ángeles Yo soy el mismo diablo Y te mando haste el infierno con vocablos Ser un artista no te hace liricista Con esa rima de cajón, parcero insista Dices que te llamas Charly Yo te conozco Carlos Déjame voy a educarlos Yo si sé cuál es tu definidad, a tu pasión De ganar la vanidad por obvias razones No tienes imaginación Manos arriba, todos conmigo De esta masacre fueran testigos Será que paro, será que sigo No más disparos, suficiente castigo | Se você tem seus anjos Eu sou o próprio diabo E te mando para o inferno com palavras Ser um artista não te faz compositor Com essas rimas obvias, parceiro insista Disse que se chama Charly Eu te conheço Carlos Me deixa educá-los Eu sim sei qual é a tua definição, a tua paixão De ganhar a vaidade por obvias razões Não tem imaginação Mãos para cima, todos comigo Deste massacre vocês foram testemunhas Será que paro, será que sigo Sem mais disparos, castigo o suficiente |

### Músicas extras
| Baílame despacio | Dança para mim lentamente |
| --- | --- |
| Cami Moreno e Awonder | Tradução |
| Desde que la vi Me fui acercando a ella como si na' Ye ha he Dime que tiene hay Ven baila conmigo Mami, no me escondas na' Y que mañana parezca un sueño Se mueve lento Se mueve slow Me gusta como se le marca a ella el pantalón Cinturita diez, preparada pa' la ocasión Y me bailo de espalda y hay mi mente se perdió Hay no, no, no Y le dije Baílame despacio Pero despacito Que con tu boca voy a cometer un delito Baílame despacio Pero pegaito Junto en un viaje que nos lleve al infinito Baílame despacio Pero despacito Mientras con tu boca voy cometiendo el delito Baílame despacio Pero pegaito Que quiero probar de tu cuerpo un poquito, baby En su mirada se nota que algo esconde Ella no come cuento de cualquier hombre Pero yo tengo la clave, tengo el voltaje Prepárate para una noche salvaje Y dale actívate, y dale mueve Los dos bailando pegaito a la pared Y dale actívate, y dale mueve Si echamos uno tú me buscas otra vez, otra vez Se mueve lento Se mueve slow Me gusta como se le marca a ella el pantalón Cinturita diez, preparada pa' la ocasión Y me bailo de espalda y hay mi mente se perdió Hay no, no, no Y le dije Baílame despacio Pero despacito Que con tu boca voy a cometer un delito Baílame despacio Pero pegaito Junto en un viaje que nos lleve al infinito Baílame despacio Pero despacito Mientras con tu boca voy cometiendo el delito Baílame despacio Pero pegaito Que quiero probar de tu cuerpo un poquito, baby Es una noche de locura Dime si tú quieres una aventura Yo hago lo que tú quieras hacer Mientras tú me bailas lento Los dos tenemos flow con este ritmo violento Bailando me conoce Si te pegas, mami es para que sientas el roce Tú ya me conoce Estamos activos esta noche pa' que goce Se mueve lento Se mueve slow Me gusta como se le marca a ella el pantalón Cinturita diez, preparada pa' la ocasión Y me bailo de espalda y hay mi mente se perdió Hay no, no, no Y le dije Y dale actívate, y dale mueve Los dos bailando pegaito a la pared Y dale actívate, y dale mueve Si echamos uno tú me buscas otra vez, otra vez Bailando me conoce Si te pegas, mami es para que sientas el roce Tú ya me conoce Estamos activos esta noche pa' que goce Quiero que bailando no pares No pares, no pares Quiero que bailando no pare No pare, no pare | Desde que eu a vi Fui chegando perto dela como quem não quer nada Ye ha he Me diz o que tem aí Vem dançar comigo Mami, não me esconda nada E que amanhã pareça um sonho Se move lento Se move lento Gosto de como a calça marca nela Cinturinha dez, preparada para a ocasião E dançou de costas e aí minha mente se perdeu Ai não, não, não E lhe disse Dança para mim lentamente Mas mais lentamente Que com tua boca vou cometer um crime Dança para mim lentamente Mas mais coladinha Junto em uma viagem que nos leva ao infinito Dança para mim lentamente Mas mais lentamente Enquanto com tua boca vou comentendo o crime Dança para mim lentamente Mas mais coladinha Que quero provar do teu corpo um pouquinho, baby Em seu olhar se percebe que esconde algo Ela não cai na conversa de qualquer homem Mas eu tenho a chave, tenho a voltagem Te prepara para uma noite selvagem E se ativa, e se move Nós dois dançando coladinhos à parede E se ativa, e se move Se perdermos um, você me busca outra vez, outra vez Se move lento Se move lento Gosto de como a calça marca nela Cinturinha dez, preparada para a ocasião E dançou de costas e aí minha mente se perdeu Ai não, não, não E lhe disse Dança para mim lentamente Mas mais lentamente Que com tua boca vou cometer um crime Dança para mim lentamente Mas mais coladinha Junto em uma viagem que nos leva ao infinito Dança para mim lentamente Mas mais lentamente Enquanto com tua boca vou comentendo o crime Dança para mim lentamente Mas mais coladinha Que quero provar do teu corpo um pouquinho, baby É uma noite de loucura Me diga se você quer uma aventura Eu faço o que você quiser fazer Enquanto você dança para mim lentamente Nós dois temos flow com esse ritmo violento Dançando me conhece Se te pegar, mami é para que sinta o toque Você já me conhece Estamos ativos esta noite para que goze Se move lento Se move lento Gosto de como a calça marca nela Cinturinha dez, preparada para a ocasião E dançou de costas e aí minha mente se perdeu Ai não, não, não E lhe disse E se ativa, e se move Nós dois dançando coladinhos à parede E se ativa, e se move Se perdermos um, você me busca outra vez, outra vez Dançando me conhece Se te pegar, mami é para que sinta o toque Você já me conhece Estamos ativos esta noite para que goze Quero que dançando não pare Não pare, não pare Quero que dançando não pare Não pare, não pare |

## Prêmios
| Ano  | Prémio                  | Categoria         | Resultado |
| ---- | ----------------------- | ----------------- | --------- |
| 2019 | Emmy Internacional 2019 | Melhor Telenovela | Venceu    |